# Malbolge
Malbolge — самый сложный эзотерический язык программирования для написания компьютерных программ в мире, что и является целью создания языка, придуманный Беном Олмстедом в 1998 году.
Получил своё название от «Malebolge», восьмого круга ада Данте.

## Программирование на Malbolge
Код первой программы, выводящей «Hello World», сгенерировала другая программа на языке Lisp, использовавшая поиск в множестве всех возможных программ, через два года после появления самого языка Malbolge.
24 августа 2000 года Энтони Юхас в своём блоге анонсировал 3 работающих программы на языке Malbolge, выводящих фразы «Hello, world.», «Malbolge sucks.» и «antwon.com rules!».
Позже Лу Шеффер произвел криптоанализ языка.
17 августа 2004 года Томаш Вегжановски написал генератор программ, выводящих заданные строки. Однако программы, полученные этим путём, длиннее программ Юхаса.

### Hello world
Эта программа на Malbolge отображает «Hello, world.»:
```
(=<`:9876Z4321UT.-Q+*)M'&%$H"!~}|Bzy?=|{z]KwZY44Eq0/{mlk**hKs_dG5[m_BA{?-Y;;Vb'rR5431M}/.zHGwEDCBA@98\6543W10/.R,+O<
```

второй вариант:
```
('&%:9]!~}|z2Vxwv-,POqponl$Hjig%eB@@>}=<M:9wv6WsU2T|nm-,jcL(I&%$#"`CB]V?Tx<uVtT`Rpo3NlF.Jh++FdbCBA@?]!~|4XzyTT43Qsqq(Lnmkj"Fhg${z@>
```

третий вариант:
```
(=<`#9]~6ZY32Vx/4Rs+0No-&Jk)"Fh}|Bcy?`=*z]Kw%oG4UUS0/@-ejc(:'8dc
```

## Виртуальная машина
Malbolge — это машинный язык для виртуальной машины (интерпретатора), работающей в троичной системе счисления.

### Регистры
В виртуальной машине Malbolge есть три регистра: a, c и d.
Регистр c — регистр кода, используемый в качестве указателя на текущую команду.
Регистр d — регистр данных, используемый для управления данными.
Регистр a — аккумулятор, также используемый некоторыми командами для манипуляции данными.
При запуске программы все регистры равны нулю.

### Память
Размер памяти виртуальной машины — 59049 (310) ячеек с числами из 10 троичных цифр. Все ячейки с адресами от 0 до 59048 имеют значения от 0 до 59048. Все изменения происходят по модулю 59049 (mod 59049).
При запуске программы начало памяти заполняется ASCII-кодами символов её исходного текста. Символы пустого пространства (пробелы, табуляция, переносы строк и пр.) игнорируются, а остальные символы должны быть командами Malbolge (см. ниже).
Остаток памяти заполняется с использованием операции crazy (см. ниже): [m] = crz [m-2], [m-1].

### Команды
В Malbolge есть 8 команд. Виртуальная машина определяет, какую команду выполнять, следующим образом: к значению ячейки с адресом c ([c]) прибавляется значение c, а в качестве команды выступает остаток от деления этого числа на 94 (поскольку во входном алфавите языка 94 символа, ASCII-коды которых с 33-го по 126-й).
Таблица действий интерпретатора:
| Значение ([c] + c) % 94                                                                                    | Инструкция            | Пояснение |
| --- | --------------------- | --- |
| 4 | mov c, [d]            | Переход к ячейке с номером [d].                                                                                                |
| 5 | out a                 | Вывод значения ASCII-символа с кодом a % 256 на экран.                                                                         |
| 23 | in a                  | Ввод ASCII-символа в a. Разделитель строк имеет код 10. Конец файла — 59048.                                                   |
| 39 | rotr [d] mov a, [d]   | Сдвигает значение [d] на одну троичную цифру вправо (0002111112 превращается в 2000211111). Результат сохраняется в [d] и в a. |
| 40 | mov d, [d]            | Копирование значения из [d] в d.                                                                                               |
| 62 | crz [d], a mov a, [d] | Произвести операцию crazy (см. ниже) со значениями [d] и a. Результат сохраняется в [d] и в a.                                 |
| 68 | nop                   | Ничего не делает. |
| 81 | end                   | Конец программы. |
| Любые другие значения ничего не делают. Они не разрешены при загрузке программы, но разрешены после этого. |                       | |

После выполнения каждой инструкции она шифруется (см. ниже). После этого значения c и d увеличиваются на 1 и выполнение продолжается со следующей инструкции.

### Операция crazy
Операция является аналогом побитовых операций — она применяется к двум соответствующим цифрам.
| crz       | crz | 2-я цифра | 2-я цифра | 2-я цифра |
| crz       | crz | 0         | 1         | 2         |
| --------- | --- | --------- | --------- | --------- |
| 1-я цифра | 0   | 1         | 0         | 0         |
| 1-я цифра | 1   | 1         | 0         | 2         |
| 1-я цифра | 2   | 2         | 2         | 1         |

### Шифрование
После того, как очередная инструкция выполнена, инструкция шифруется с помощью следующей таблицы перевода (если она является одним из возможных символов языка):
```
!"#$%
&
'
()*+,-./0123456789:;
<
=
>
?@ABCDEFGHIJKLMNOPQRSTUVWXYZ[\]^_`abcdefghijklmnopqrstuvwxyz{|}~
5z]
&
gqtyfr$(we4{WP)H-Zn,[%\3dL+Q;
>
U!pJS72FhOA1CB6v^=I_0/8|jsb9m
<
.TVac`uY*MK
'
X~xDl}REokN:#?G"i@
```

то есть ! становится 5 и т. д.

## В популярной культуре
В 10-м эпизоде первого сезона сериала «Элементарно» ключевой уликой в разгадке преступления послужил клочок бумаги, на одной из сторон которого был распечатан код программы на Malbolge (являющийся неточной копией программы «Hello World» выше), а на другой записан заказ кофе.
```
'&%$#"!~}|{zyxwvutsrqponmlkjihgfedcba`_^]\[ZYXWVUTSRQPlNdibaf_dcbaZ~A]\Uy<XW
PtTSRQ3IHMFjDCHA@d'&%$#"!~}|{zyxwvutsrqponmlkjihgfedcba`_^]\[ZYXWVUTSRQPONMc
hgfedcb[`_X|?>=<;:9OTMLQPONMFj-,+*)('CB;@9>=<;4Xyxwvutsrqponmlkjihgfedcba`_^
]\[ZYXWVUTSRQPONMLKJIHGFEDCB^]\[Z<XWPOTSLpPON0Fj-,+*)('&%$#"!~}|{zyxwvutsrqp
onmlkjihgfedcba`_^]\[ZYXWVUTponPfkjihafe^$bD`YX]VzZYXW9UTSLp3OHl/.-,+*)('&%$
#"!~}|{zyxwvutsrqponmlkjihgfedcba`_^]\[ZYXWVlqponmlkjchg`&G]ba`YX|?>=<;:9OTM
RQPONMFj-,+*)('&%$#"!~}|{zyxwvutsrqponm+*)('&%$#cb~`=^]sxqputsrqj0hg-NMLKJIH
GFEDCBA@?>=YXW9ONSLQPOHlLKDCg*)('&%A#?>7<;:981U5432r*N.-,l$H"'&}C#cy~}vu;s9&
```

## Примеры
- Работающий исходный код Архивная копия от 10 ноября 2020 на Wayback Machine для песни «99 бутылок пива» с использованием настоящих циклов. Написан Хисаси Идзавой.
- Работающий куайн был написан 3 декабря 2012 года, через 14 лет после создания самого языка.